# علم كوريا الجنوبية

العلم الاستعماري لحكومة الجيش الأمريكي العسكرية في كوريا الجنوبية مابين عامي 1945-1948

العلم الوطني الكوري الجنوبي (هانغل:  대한민국의 국기) ويُطلق عليه اسم تاي غوك غي يرمز تصميمه إلى مبادئ اليانغ والين في الفلسفة الشرقية. تنقسم الدائرة التي تحتل منتصف العلم إلى جزئين متساويين: يمثل الجزء الأحمر العلوي القوة الكونية إيجابية لليانغ، بينما يمثل الجزء الأزرق السفلي قوى كونية متجاوبة للين، اليانغ يعني الذكر والين تعنى الأنثى، وتجسد القوى من اليانغ والين مفاهيم الحركات المستمرة والتوازن والانسجام التي تميز المجال اللامتناهية، وتحاط الدائرة بأربعة مجموعات من الخطوط التي ترمز كل منها في الزوايا الأربعة على التوالي إلى العناصر الكونية الأربعة وهي الهواء والأرض والنار والماء.

## الرمزية
- الأبيض: يرمز إلى النقاء والمساواة بين الكوريين الجنوبيين.[1]
- الأحمر: يرمز إلى الكفاح من أجل نيل الاستقلال.
- الأزرق: يرمز إلى المحيط الهادئ.
- الأسود: يرمز إلى الإبداع والقوة لدى الشعب الكوري الجنوبي وإلى الأيام الصعبة التي تواجه كوريا الجنوبية في الماضي والحاضر.

|  | الاسم باللغة الكورية | الطبيعة        | فصول السنة       | الإتجاهات      | الفضائل الأربعة     | الأسرة             | العناصر الأربعة | المعاني                   |
|  | -------------------- | -------------- | ---------------- | -------------- | ------------------- | ------------------ | --------------- | ------------------------- |
|  | geon (건 / 乾)       | سماء (천 / 天) | الربيع (춘 / 春) | شرق (동 / 東)  | الإنسانية (인 / 仁) | أب (부 / 父)       | هواء (금 / 金)  | العدالة (정의)            |
|  | ri (리 / 離)         | شمس (일 / 日)  | الخريف (추 / 秋) | جنوب (남 / 南) | المجاملة (예 / 禮)  | الابن (중남 / 子)  | نار (화 / 火)   | الحكمة (지혜)             |
|  | gam (감 / 坎)        | قمر (월 / 月)  | الشتاء (동 / 冬) | شمال (북 / 北) | المعرفة (지 / 智)   | الابنة (중녀 / 女) | ماء (수 / 水)   | النشاط (الحيوية) (생명력) |
|  | gon (곤 / 坤)        | أرض (지 / 地)  | الصيف (하 / 夏)  | غرب (서 / 西)  | الاستقامة (의 / 義) | أم (모 / 母)       | أرض (토 / 土)   | الخصوبة (풍요)            |

## تاريخ العلم
قبل عام 1876م لم يكن لكوريا علم خاص بها، وعدم وجود علم قد أصبح عائقًا خلال حكم مملكة جوسون. ظهرت هذه المشكلة خلال المفاوضات حول قضية المعاهدة اليابانية-الكورية في العام 1876م، بحيث عرض مفوض الامبراطورية اليابانية علم اليابان الوطني بينما لم تملك مملكة جوسون علمًا وطنيًّا لعرضه.
قبل عام 1880م، وبعد تزايد المفاوضات الأجنبية أصبحت كوريا بحاجة ملحة إلى علم وطني لها. أكثر الاقتراحات التي قوبلت بترحيب لحل هذه القضية كان الاقتراح المذكور في ملف تحت عنوان «إستراتيجية كوريا» التي كتبها المفوض الصيني هوانغ زونشيان. وفق الاقتراح، يتم دمج علم سلالة تشينغ الصينية مع علم كوريا. بعد طرح هذا الاقتراح، عُقدت المفاوضات والنقاشات بين كوريا والصين حول صورة وتركيبة العلم.
بقيت قضية علم كوريا على حالها لفترة معينة حتى ظهرت مجددًا في مفاوضات معاهدة الولايات المتحدة الأمريكية وكوريا التي عرفت باسم شوفلدت في العام 1882م. ظهرت القضية عندما عرض المفوض الكوري لي يونغ جون علمًا مشابهًا لعلم اليابان على مفوض الصين ما جيانتشونغ. أسفرت النقاشات بين المندوبين عن معارضة ما جيانتشونغ لاستعمال كوريا لعلم سلالة تشينغ، وقد اقترح صورة أخرى للعلم وتكون فيه الخلفية بيضاء، وتظهر فيها وسطها دائرة نصفها أحمر ونصفها الآخر أزرق، محاطة بثمانية خطوط سوداء. في عام 1883، أعلنت حكومة جوسون عن استعمال علم تاي غوك غي -  كما هو عليه اليوم – علمًا وطنيًّا رسميًّا لها.
بعد إعادة الاستقلال الكوري عام 1945م وبعدما أصبحت المنطقة الجنوبية لكوريا جمهورية ديمقراطية، بقي علم تاي غوك غي قيد الاستعمال. عند تأسيس دولة كوريا الجنوبية تم الإعلان عن علم كوريا كعلم رسمي من قبل حكومة كوريا الجنوبية وكان ذلك عام 1949م.
حددت مواصفات الأبعاد الدقيقة للعلم في فبراير 1984. حدد مخطط الألوان الدقيق للعلم من خلال مرسوم رئاسي لأول مرة في أكتوبر 1997.

## التصميم
تبلغ نسبة العلم 3:2. يجب أن يكون الجزء العلوي من التايغوك أحمر والأسفل يجب أن يكون أزرق. وتوضع الخطوط في الزوايا الأربع للعلم.

تصميم العلم

### الألوان
حددت ألوان العلم في قانون المرسوم الخاص بالقانون المتعلق بالعلم الوطني لجمهورية كوريا (بالكورية: 대한민국 국기법 시행령)‏ لم يكن مخطط الألوان محددًا حتى عام 1997، عندما قررت حكومة كوريا الجنوبية توحيد مواصفات العلم. صدر مرسوم رئاسي في أكتوبر 1997 بشأن المواصفات المعيارية لعلم كوريا الجنوبية، وصدرت تلك المواصفات بموجب قانون العلم الوطني في يوليو 2007.
| اللون | نظام الألوان مونسل | الفضاء اللوني سي آي إي 1931 | بانتون     | ألوان الويب |
| ----- | ------------------ | --------------------------- | ---------- | ----------- |
| أبيض  | N 9.5              | —                           | —          | #FFFFFF     |
| أحمر  | 6.0R 4.5/14        | 0.5640, 0.3194, 15.3        | 186 Coated | #CD2E3A     |
| أزرق  | 5.0PB 3.0/12       | 0.1556, 0.1354, 6.5         | 294 Coated | #0047A0     |
| أسود  | N 0.5              | —                           | —          | #000000     |